# Бянь Цзинчжао

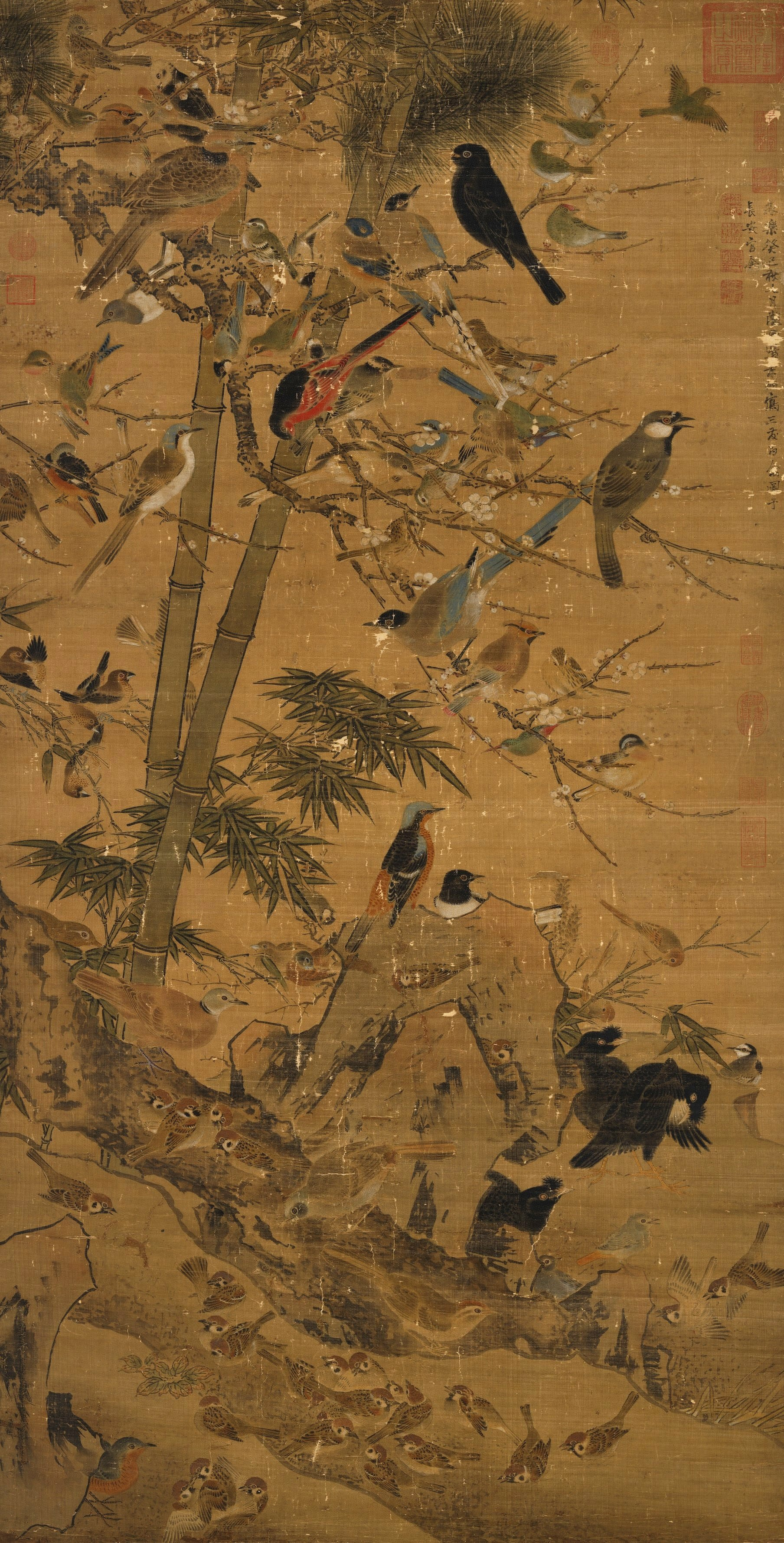
Бянь Цзинчжао. Три друга и сотня птиц. 1413 г. Гугун, Тайбэй.

Бянь Цзинчжа́о (кит. трад. 邊景昭, упр. 边景昭, пиньинь Biān Jǐngzhāo, работал приблизительно в 1410—1435 годах) — китайский художник, живший во времена империи Мин.
Бянь Цзинчжао, известный также под именем Вэньцзинь, был придворным художником во время правления минского императора Чэн-цзу (1403—1424). Известно, что он был уроженцем Шасяня (пров. Фуцзянь), однако даты его рождения и смерти неизвестны (предположительные годы жизни художника: ок 1354г — ок. 1428г).
Это был выдающийся мастер в жанре «цветы-птицы». Подобно другим придворным художникам Бянь Цзиньчжао получал жалование, числясь совсем на другой должности — он занимал пост в Зале Воинской Доблести. В своём творчестве он использовал тематику и живописную технику в рамках традиции идущей от Хуан Цюаня, мастера, работавшего во времена Пяти династий. Его произведениям присущи реализм, тонкий светлый колорит и изящная обрисовка тушью. Его работы поражают точностью изображения самых разных птиц во всевозможных ракурсах, и в разных ситуациях.
В годы правления под девизом Юнлэ (1403—1424) Бянь получил назначение на пост «дайчжао» в придворной Академии живописи (Сюаньдэ Хуаюань), где продолжал служить и в начале правления императора Сюан-цзуна под девизом Сюаньдэ (1426—1435). Однако в 1426 году он был обвинён в получении взяток от желающих поступить на государственную службу, а в 1427 году отправлен в тюрьму, где, возможно, и скончался.
Из датированных работ художника самая ранняя относится к 1394 году, самая поздняя к 1428 (по данным Освальда Сирена). В индексе китайских картин эпохи Мин Джеймса Кэхилла к работам Бянь Цзинчжао причисляется 34 произведения. Работая в жанре «цветы-птицы» (кит. хуаняо), художник отдавал предпочтение той части спектра, которая именуется «цветы, плоды, пух, перо», то есть специализировался не на композициях из растений или из растений и насекомых, но изображал именно птиц в сочетании с растениями и цветами. Наряду с Люй Цзи его считают ведущим мастером этого жанра в ранний период эпохи Мин. Используя технические достижения сунской академической живописи, Бянь создавал красочные декоративные композиции с тщательно выписанными деталями в манере гун-би. Традиция идущая от Хуан Цюаня и развитая в сунский период Чжао Чаном (X—XI в.) стала эталоном, принятым в сунской Академии живописи (Хуаюань) в XI—XIII веках и обычно противопоставлялась манере живописи художника периода Пяти династий Сюй Си (X в.).
В творческом наследии Бянь Цзинчжао преобладают большие декоративные вертикальные свитки, такие как знаменитые «Сто птиц», и небольшие, камерные монохромные композиции на отдельных листах, выполненные тушью. В подписях художник часто использовал название местности Лунси (пров. Ганьсу), откуда, по преданию, происходили его предки.
Одна из самых известных его картин «Три друга и сотня птиц» (1413 г., Гугун, Тайбэй). На ней изображены сосна, бамбук и цветущая слива — растения, известные в китайской традиции как «три друга холодной поры»; они символизируют крепкую дружбу даже в самые трудные времена. Сотня птиц поющих вместе — благотворный символ мира на земле. Тема этой картины не была изобретением Бянь Цзинчжао. Сохранившийся каталог императорской коллекции эпохи Сун «Сюаньхэ Хуапу» сообщает о существовании четырех картин «Сто птиц», созданных сунским придворным художником И Юаньцзи. В каталоге есть такой комментарий: «Поэты владеют шестью изяществами и обладают богатыми познаниями в деревьях, растениях, птицах и животных; запечатлевают природу в моменты цветения и увядания, пения и тишины. Самое удивительное в живописи то, что художник может своей кистью выразить всю красоту природы. Вместе с поэтами они создают прекрасные вещи». На картине «Три друга и сотня птиц» Бянь Цзинчжао поставил четыре своих печати. Четыре иероглифа на одной из них гласят «Духовное совершенствование через наблюдение природы», на другой — «Богатое познание деревьев, растений, птиц и животных». Вероятно, он хорошо знал работы своего предшественника.

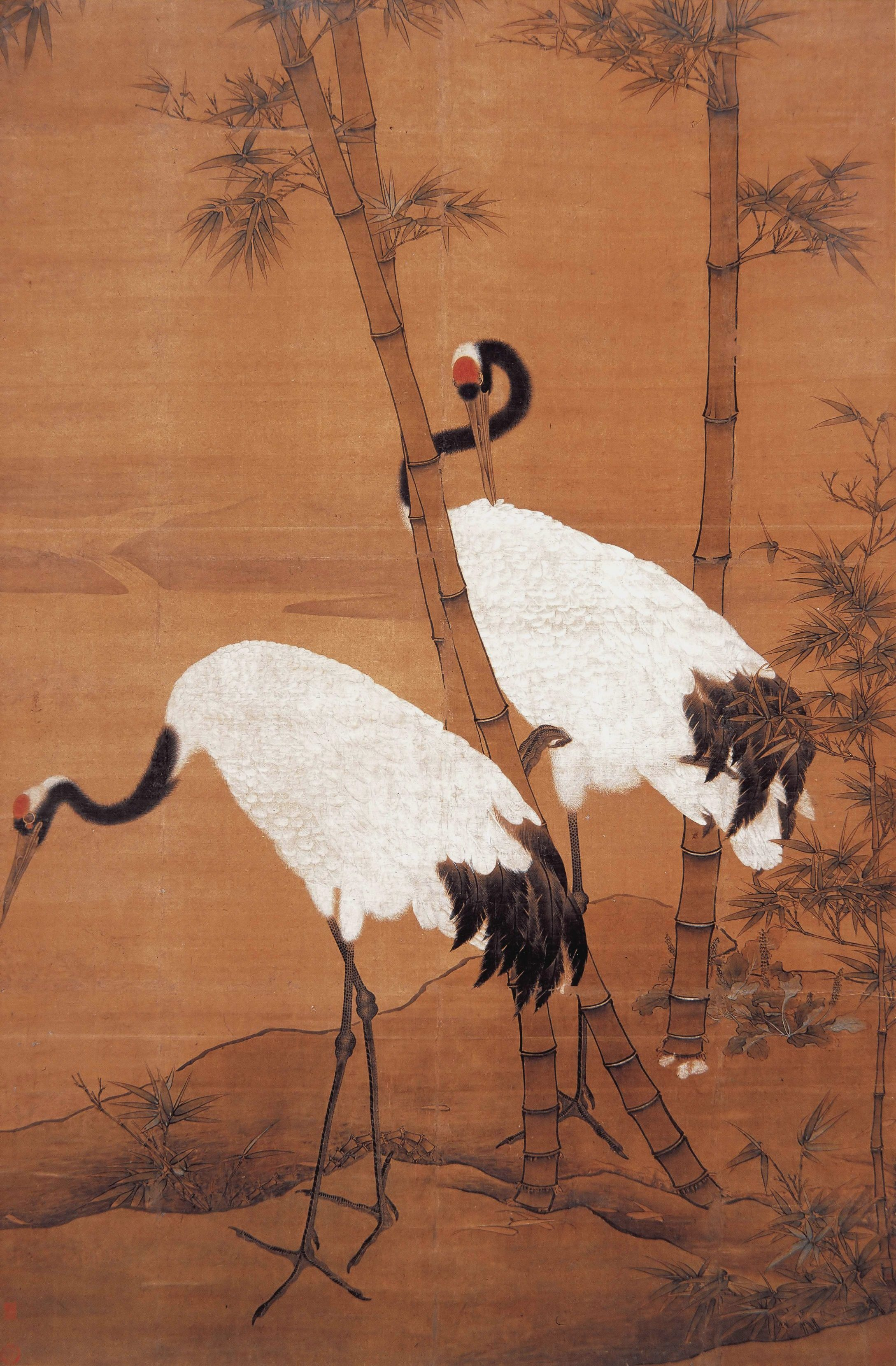
Бянь Цзинчжао. Бамбук и журавли. Гугун, Пекин.

Другой знаменитый свиток Бянь Цзинчжао — «Бамбук и журавли» (Гугун, Пекин). На нём изображены два увенчанных красными перьями журавля, праздно прогуливающиеся в бамбуковой роще. Бамбук и журавли традиционно символизировали благородство и чистоту, а также служили метафорой отшельника, уединившегося в горах. Минская императорская власть ничего не имела против подобных отшельников, даже, напротив, стремилась придать им новый смысл, и воспринимала их как символ «мира и спокойствия». В своём произведении Бянь Цзинчжао использует полупрозрачный белый краситель и густую чёрную тушь, добиваясь яркого контраста в изображении журавлиных перьев. Бамбуковая роща, река и берег обрисованы буквально несколькими уверенными мазками. Однако, несмотря на то, что художник намеревался воплотить чувство чистоты, картина перенасыщена излишним украшательством, и журавли выглядят птицами, выращенными в императорском саду. Эта излишняя слащавость, отход от чистоты древности, присущие многим придворным художникам, были поводом для критики со стороны интеллектуалов. Однако придворным художникам было трудно избежать всех этих опасностей, так как их творчество отражало вкусы императора и его окружения.
Жанр «цветы-птицы» в эпоху Мин переживал бум, был востребован высшим обществом, и среди придворных художников было несколько выдающихся мастеров этого жанра, Бянь Цзинчжао был лишь одним из них.
Трое сыновей Бянь Цзинчжао стали художниками — Бянь Чусян, Бянь Чуфан и Бянь Чушань, причем, двое первых в начале XV века работали при императорском дворе, создавая композиции в жанре «цветы-птицы» (по мнению китайского исследователя Юй Цзяньхуа, Бянь Чусян и Бянь Чуфан — это два имени одного и того же художника).